# Предполомський потік
Предполомський потік (словац. Predpolomský potok) — річка в Чехії і Словаччині, ліва притока Бошачки, протікає в окрузі Нове Место-над-Вагом.
Довжина приблизно 8.7-9 км. Витік знаходиться в масиві Білі Карпати на території Чехії на висоті близько 595—600 метрів. Протікає територією сіл Вишковец і Нова Бошаца.
Впадає в Бошачку на висоті приблизно 290—295 метрів.